# Bodipo
Bodipo est un village de la Région du Littoral du Cameroun, situé dans la commune de Ngambe. 

## Population et développement
En 1967, la population de Bodipo était de 148 habitants, essentiellement des Babimbi du peuple Bassa. La population de Bodipo était de 212 habitants dont 93 hommes et 119 femmes, lors du recensement de 2005.